# Jane Austen
Jane Austen, född 16 december 1775 i Steventon, Hampshire, död 18 juli 1817 i Winchester, Hampshire, var en engelsk författare. Med sina kärleksromaner har Austen blivit en av den engelskspråkiga litteraturens klassiska författare. De mest kända titlarna är Förnuft och känsla (1811), Stolthet och fördom (1813), Mansfield Park (1814) och Emma (1816). Alla Jane Austens romaner har filmatiserats flera gånger.

## Biografi
Jane Austen föddes i Steventon i Hampshire den 16 december 1775. Vintern 1776 var hård och det var inte förrän den 5 april som hon döptes i den lokala kyrkan. Under stora delar av Janes liv tjänade hennes far, George Austen (1731–1805), som kyrkoherde för församlingen i Steventon samt i närliggande Deane. George hade studerat i Oxford, där han med största sannolikhet mötte Cassandra Leigh (1739–1827). De bytte miniatyrer 1763 och var förmodligen förlovade vid tiden. Två månader efter att Cassandras far avled, gifte de sig, den 26 april 1764 i Bath. 
Familjen Austens inkomst var blygsam och de bodde de första åren i prästgården i Deane tills den i Steventon, ett förfallet 1500-talshus, genomgått nödvändiga renoveringar. Tre av familjens barn föddes där: James 1765, George 1766 och Edward 1767. År 1768 kunde familjen äntligen bosätta sig i Steventon. Här föddes ytterligare fem barn: Henry 1771, Cassandra 1773, Francis 1774, Jane 1775 och Charles 1779. Jane Austen var därmed det sjunde av totalt åtta barn. År 1801 flyttade familjen Austen till Bath och efter faderns död, 1805, till Southampton, innan Jane Austen slutligen bosatte sig i Chawton, Hampshire, tillsammans med modern och systern Cassandra. Bröderna lämnade tidigt hemmet och två av dem blev amiraler. 
Jane Austen började skriva redan i unga år – romanen Kärlek och vänskap (Love and Freindship [avsiktligt felstavat av Austen]) skrev hon så tidigt som 1790. Åren 1795–1798 skrev hon de första versionerna av tre av sina romaner. Austen publicerade dock sin första roman först 1811: Förnuft och känsla (Sense and Sensibility). Den kom att följas av ytterligare tre romaner under hennes livstid: Stolthet och fördom (Pride and Prejudice, 1813), Mansfield Park (1814) och Emma (1816). Hon nådde viss uppskattning som författare under sin livstid, men hennes verk blev betydligt mer berömda efter hennes död. 
Northanger Abbey skrevs redan 1803 och såldes till en bokhandlare för omedelbar publicering, men av okänd anledning gavs den aldrig ut vid den tiden. När den väl blev aktuell för publicering skrev Jane Austen själv ett förord till boken angående detta (1816). Övertalning, publicerades av hennes syster Cassandra och bror Henry efter hennes död i vad som troligen var Addisons sjukdom. Hon avled vid 41 års ålder den 18 juli 1817 i Winchester i Hampshire.
Austens romaner utspelar sig i lantliga miljöer inom den engelska överklassen, där hon med förfinad ironi skildrar vardagslivets personer och situationer. I hennes berättelser finns ofta en underton av kritik mot aristokratins sociala konventioner och ritualer, som hämmar romanfigurerna (framförallt kvinnorna) i deras försök att finna kärlek och lycka.

## Sjukdomstid

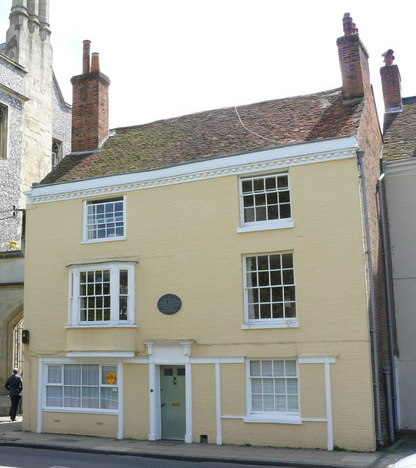
8 College Street i Winchester där Austen bodde sin sista sjukdomstid.

Austen kände sig sjuk i början av 1816, men ignorerade varningssignalerna. I mitten av 1816 var sjukdomstecknen mycket påtagliga. Flertalet biografier anger dödsorsaken som Addisons sjukdom, fastän symtomen beskrivits som orsakade av Hodgkins lymfom. Austen fortsatte arbeta trots sin sjukdom. Hon var missnöjd med hur The Elliots slutade och skrev om de två avslutande kapitlen, vilket blev klart den 6 augusti 1816. Austen skrev sina sista författarord den 18 mars 1817.
Jane Austen är begravd i katedralen i Winchester där en minnessten över henne återfinns i dess mittskepp.

## Eftermäle
Nedslagskratern Austen på planeten Venus och asteroiden 39415 Janeausten är uppkallade efter henne.

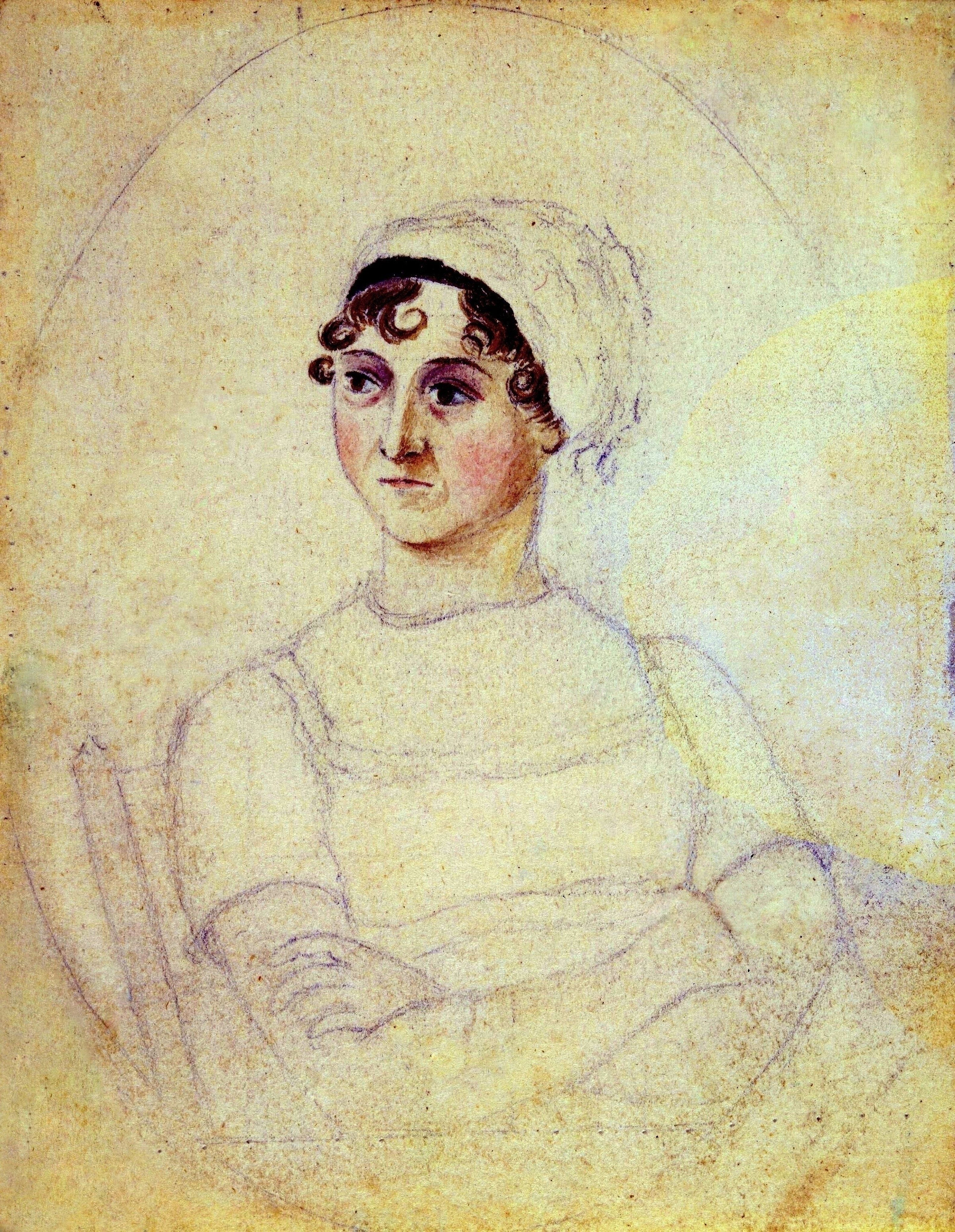
Jane Austen, tecknad av hennes syster Cassandra. Denna pennteckning från 1810 är det enda kända porträttet.

Jane Austens hem under den senare delen av livet, Chawton Cottage i Chawton, är sedan 1947 ett författarmuseum. Huset och trädgården är öppna för allmänheten. I närheten ligger även Chawton House, den herrgård där Austens bror Edward Austen Knight bodde, som inrymmer ett omfattande bibliotek och ett forskningscentrum över tidiga kvinnliga författare.

### Romaner utgivna under Austens livstid och strax efter hennes död
- 1811 – Sense and sensibility
  - Förnuft och känsla (översättning Marie-Louise Elliott) (Natur och kultur, 1959)
- 1813 – Pride and prejudice
  - Stolthet och fördom (översättning C. A. Ringenson) (Bonnier, 1920)
  - Stolthet och fördom (reviderad översättning av Gösta Olzon) (Forum, 1946)
  - Stolthet och fördom (översättning Gun-Britt Sundström) (Bonnier, 2011)
- 1814 – Mansfield Park
  - Mansfield Park (översättning: Maria Ekman) (Norstedt, 1997)
- 1816 – Emma
  - Emma: eller talangen att uppgöra partier för sina vänner (anonym översättning) (1857)
  - Emma (översättning Sonja Bergvall) (Forum, 1956)
  - Emma (översättning Rose-Marie Nielsen) (Bonnier, 2010)
- 1818 – Northanger Abbey
  - Northanger Abbey (översättning Rose-Marie Nielsen) (Studentlitteratur, 1993)
- 1818 – Persuasion
  - Familjen Elliot: skildringar af engelska karakterer (anonym översättning) (1836)
  - Övertalning (översättning Jane Lundblad) (Tiden, 1954)
  - Övertalning (översättning Eva Wennbom) (Harlequin, 2008) [Förkortad utgåva]
  - Övertalning (översättning och noter: Maria Ekman) (Bonnier, 2013)

### Övriga verk
- Lady Susan (novella i brevform, skriven 1795, utgiven postumt)
  - Lady Susan (översättning Eva Liljegren) (Fischer, 1993)
- Sanditon (ofullbordad 1817, utgiven med fortsättning av Anne Telscombe)
  - Sanditon (översättning Sonja Bergvall) (Rabén & Sjögren, 1977)
- The Watsons (ofullbordad, utgiven i mitten av 1800-talet med en fortsättning av Austens brorsdotter Catherine Hubback under titeln The younger sister)
- Love and Freindship [avsiktligt felstavat av Austen]
  - Kärlek och vänskap och andra tidigare verk (översättning Lars Axelsson [m.fl.]) (Pontes, 2004)
- Henry and Eliza
- The Three Sisters
- The History of England
- Catharine, or the Bower
- Jane Austen’s little instruction book (redigerad av Sophia Bedford-Pierce)
  - Visdomsord från en klok kvinna (översättning: Birgitta Rydberg) (Lindhs presentböcker, 1996)
- My dear Cassandra (redigerad av Penelope Hughes-Hallett)
  - Jane Austens liv i brev och bilder (översättning Lena Torndahl) (Forum, 1994)

## Filmatiseringar i urval
- Förnuft och känsla (1971), miniserie med Joanna David och Ciaran Madden som systrarna Elinor och Marianne Dashwood (BBC)
- Förnuft och känsla (1981), TV-serie i regi av Rodney Bennett med Irene Richard som Elinor Dashwood och Bosco Hogan som Edward Ferrars (BBC)
- Förnuft och känsla (1995), film i regi av Ang Lee med Emma Thompson som Elinor Dashwood, Kate Winslet som Marianne Dashwood och Hugh Grant som Edward Ferrars (Sony Pictures)
- Förnuft och känsla (2008), TV-serie i regi av John Alexander med Hattie Morahan som Elinor Dashwood och Charity Wakefield som Marianne Dashwood (BBC)

- En man för Elizabeth (1940), film i regi av Robert Z. Leonard med Greer Garson som Elisabeth Bennet och Laurence Olivier som Mr Darcy (MGM)
- Stolthet och fördom (1980), miniserie med Elizabeth Garvie som Elisabeth Bennet och David Rintoul som Mr Darcy (BBC klassiker)
- Stolthet och fördom (1995), TV-serie i regi av Simon Langton med Jennifer Ehle som Elisabeth Bennet och Colin Firth som Mr Darcy (BBC klassiker)
- Stolthet och fördom (2005), film i regi av Joe Wright med Keira Knightley som Elisabeth Bennet och Matthew Macfadyen som Mr Darcy

- Mansfield Park (1983), TV-serie i regi av David Giles med Sylvestra Le Touzel som Fanny Price och Nicholas Farrell som Edmund Bertram (BBC)
- Mansfield Park (1999), film i regi av Patricia Rozema med Frances O'Connor som Fanny Price och Jonny Lee Miller som Edmund Bertram (BBC)

- Emma (1972), miniserie i regi av John Glenister med Doran Godwin som Emma Woodhouse och John Carson som Mr Knightley (BBC)
- Emma (1996), film i regi av Douglas McGrath med Gwyneth Paltrow som Emma Woodhouse och Jeremy Northam som Mr Knightley (Miramax Films)
- Emma (1996), miniserie i regi av Sue Birtwistle med Kate Beckinsale som Emma Woodhouse och Mark Strong som Mr Knightley (Atlantic film)
- Emma (2009), miniserie i regi av Jim O'Hanlon med Romola Garai som Emma Woodhouse och Jonny Lee Miller som Mr Knightley (BBC)
- Emma (2020), film i regi av Autumn de Wilde med Anya Taylor-Joy som Emma Woodhouse och Johnny Flynn som Mr Knightley (Working Title Films)

- Northanger Abbey (1986), TV-film i regi av Giles Foster med Katharine Schlesinger som Katrine Morland och Peter Firth som Henry Tilney (A&E Network och BBC)
- Northanger Abbey (2007), TV-film i regi av Jon Jones med Felicity Jones som Katrine Morland och JJ Feild som Henry Tilney (Granada)

- Övertalning (1971), TV-serie i regi av Howard Baker, med Ann Firbank som Anne Elliot och Bryan Marshall som Kapten Wentworth (Granada Television)
- Övertalning (1995), film i regi av Roger Michell med Amanda Root som Anne Elliot och Ciarán Hinds som Kapten Wentworth (BBC)
- Övertalning (2007), TV-film i regi av Murray Ferguson med Sally Hawkins som Anne Elliot och Rupert Penry-Jones som Kapten Wentworth (BBC)

- Love & Friendship (2016), film i regi av Whit Stillman med Kate Beckinsale som Lady Susan Vernon. Filmen är baserad på Jane Austens roman Lady Susan, men har lånat sitt namn från en annan av Austens tidiga verk Love and Freindship.

- Sanditon (2019), TV-serie med manus av Andrew Davies, med Rose Williams som Charlotte Heywood och Theo James som Sidney Parker (ITV)

## Jane Austen i kulturen